# Max Greenfield
Max Greenfield (sinh ngày 4 tháng 9 năm 1980) là một diễn viên người Mỹ. Max là diễn viên chính trong các phim Modern Men và New Girl, anh cũng từng tham gia diễn vai phụ trong các phim Veronica Mars và Ugly Betty. Với vai Schmidt trong sitcom New Girl, anh nhận được đề cử giải Emmy, Critics 'Choice Television, và giải Giải Quả cầu vàng. Anh còn tham gia lồng tiếng cho nhân vật Roger trong loạt phim hoạt hình Kỷ Băng Hà.

## Đời tư
Max Greenfield sinh ra và lớn lên ở Dobbs Ferry, New York. Anh là người Do thái. Đến năm 2011, anh chuyển đến sống ở Los Angeles, California cùng vợ là Tess Sanchez. Anh và Tess có hai người con, con gái Lily (sinh năm 2009) và con trai Ozzie (sinh năm 2015).

## Danh sách phim

### Điện ảnh
| Năm  | Tựa đề                      | Vai diễn                | Chú thích |
| ---- | --------------------------- | ----------------------- | --------- |
| 2004 | Cross Bronx                 | Ike Green               |           |
| 2005 | When Do We Eat?             | Ethan                   |           |
| 2014 | They Came Together          | Jake                    |           |
| 2014 | Veronica Mars               | Leo D'Amato             |           |
| 2014 | About Alex                  | Josh                    |           |
| 2015 | Hello, My Name Is Doris     | John Fremont            |           |
| 2015 | The Big Short               | Người môi giới thế chấp |           |
| 2016 | Ice Age 4: Collision Course | Roger (lồng tiếng)      |           |
| 2017 | The Glass Castle            | Eric Goldberg           |           |

### Truyền hình
| Năm       | Tựa đề                       | Vai diễn                              | Chú thích |
| --------- | ---------------------------- | ------------------------------------- | --- |
| 2000      | Undressed                    | Victor                                | 3 tập |
| 2002      | Boston Public                | Sean Tallen                           | Tập phim: "Chapter Thirty-Five"                                                                                          |
| 2003      | Gilmore Girls                | Lucas                                 | Tập phim: "Chicken or Beef?"                                                                                             |
| 2005–2007 | Veronica Mars                | Leo D'Amato                           | 11 tập |
| 2005      | Sleeper Cell                 |                                       | Tập phim: "Al-Faitha" |
| 2006      | Modern Men                   | Kyle Brewster                         | Vai chính; 7 tập |
| 2007      | The O.C.                     | Sandy Cohen (lúc trẻ)                 | Tập phim: "The Case of the Franks"                                                                                       |
| 2007–2008 | Ugly Betty                   | Nick Pepper                           | 8 tập |
| 2007      | Life                         | Bradley Sloane                        | Tập phim: "Tear Asunder"                                                                                                 |
| 2008      | Greek                        | Michael                               | 5 tập |
| 2008      | Kath & Kim                   |                                       | Tập phim: "Wicked Gay"                                                                                                   |
| 2009      | Raising the Bar              | David Steinberg                       | 4 tập |
| 2009      | Melrose Place                | Mickey Richards                       | Tập phim: "Cannon" |
| 2010      | Castle                       | David Nicolaides                      | Tập phim: "Food to Die For"                                                                                              |
| 2010      | Lie to Me                    | Damien Musso                          | Tập phim: "The Whole Truth"                                                                                              |
| 2010      | No Ordinary Family           | Ông Robbins                           | Tập phim: "No Ordinary Quake"                                                                                            |
| 2010–2011 | The Gentlemen's League       | Max                                   | 2 tập |
| 2010      | The Whole Truth              | Joseph Tucci                          | Tập phim: "Cold Case" |
| 2010      | Undercovers                  |                                       | Tập phim: "The Key to It All"                                                                                            |
| 2011      | Hot in Cleveland             | Steve                                 | Tập phim: "I Love Lucci, Part 1"                                                                                         |
| 2011      | Happy Endings                | Ian                                   | Tập phim: "You've Got Male"                                                                                              |
| 2011–2018 | New Girl                     | Schmidt (Winston Saint-Marie Schmidt) | Vai chính Đề cử: Giải Critics' Choice Television Đề cử: Giải Quả Cầu Vàng Đề cử: Giải Emmy Đề cử: Giải Teen Choice Award |
| 2012      | NTSF:SD:SUV::                | Alistair McQueen                      | Tập phim: "Lights, Camera, Assassination"                                                                                |
| 2013–2016 | Bob's Burgers                | Boo Boo                               | Lồng tiếng; 3 tập |
| 2014      | Hot in Cleveland             | Doug                                  | Tập phim: "The One with George Clooney"                                                                                  |
| 2014      | Robot Chicken                |                                       | Lồng tiếng; tập phim: "Super Guitario Center"                                                                            |
| 2014–2015 | The Mindy Project            | Lee                                   | 2 tập |
| 2015      | American Horror Story: Hotel | Gabriel                               | 3 tập |

### Nhà sản xuất
- Fist Fight (2017)